# Povilas Lukšys
Povilas Lukšys (* 7. Juli 1979) ist ein ehemaliger litauischer Fußballspieler, er spielte auf der Position eines Stürmers.

## Karriere

### Im Verein
Povilas Lukšys begann seine Profikarriere im Jahr 1995 bei JR Alsa Vilnius. Danach spielte er zwölf Jahre bei Ekranas Panevėžys. Lukšys gewann im Jahr 2005 mit Ekranas Panevėžys die litauische Meisterschaft und holte 1998 und 2000 den litauischen Pokal. 2003, 2004 und 2006 beendete er mit Ekranas Panevėžys die litauische Meisterschaft auf dem 2. Rang. 2007 wechselte er für zwei Jahre zu Sūduva Marijampolė. In der Hinrunde 2009/10 spielt er beim polnischen Erstligisten Polonia Bytom in Polen. Im Januar 2010 kehrte er zu Sūduva Marijampolė zurück. Im Dezember 2012 wurde sein erneuter Wechsel nach Polen bekannt gegeben. Zur Rückrunde 2012/13 wechselt Lukšys überraschend zum abstiegsbedrohten Drittligisten Wigry Suwałki. Für Wigry erzielte er in der Saison 2012/2013 in 15 Ligaspielen 3 Tore. Zur Saison 2013/2014 wechselte er wieder nach Lettland zu FK Daugava Riga, wo er in der Hinrunde Stammspieler war und in 14 Ligaspielen 9 Tore erzielen konnte. Jedoch verließ er den Verein 2014 und kehrte zur Rückrunde nach Polen zu Wigry Suwałki zurück.
2018 beendete er seine Karriere.

### Nationalmannschaft
Im Jahr 2006 gab Povilas Lukšys sein Debüt in der litauischen Fußballnationalmannschaft. Er absolvierte bisher 4 Länderspiele für Litauen.

## Erfolge und Titel
- Litauischer Meister: 2005
- Litauischer Pokalsieger: 1998, 2000, 2009
- Litauischer Torschützenkönig: 2004, 2007, 2010